# 2981 Шаґалл
2981 Шаґалл (2981 Chagall) — астероїд головного поясу, відкритий 2 березня 1981 року.
Тіссеранів параметр щодо Юпітера — 3,184.